# Rotfeder
Die Rotfeder (Scardinius erythrophthalmus), auch als Unechtes Rotauge, Rötel oder Rotblei bekannt, ist eine Fischart aus der Familie der Karpfenfische.

## Merkmale

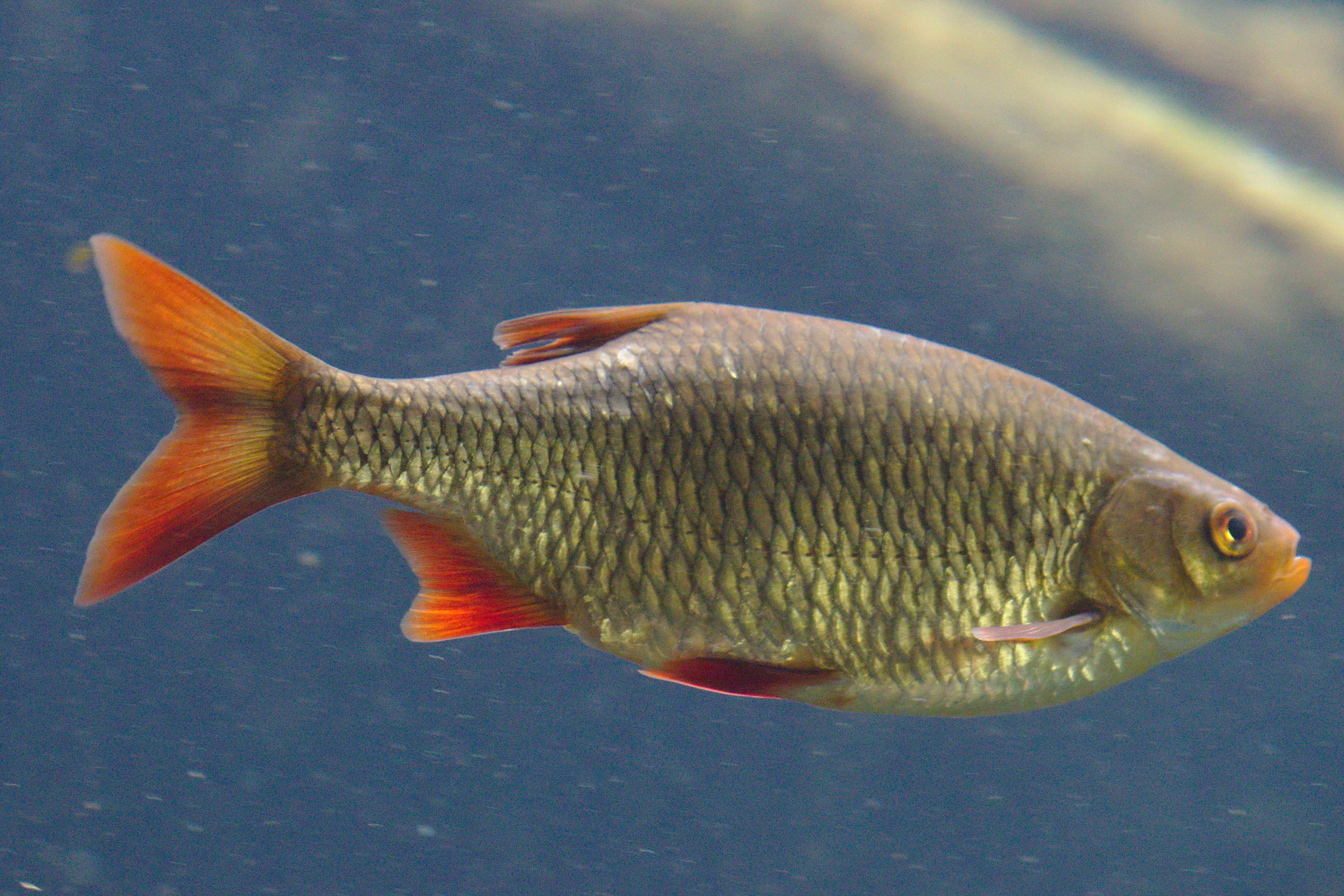
Eine Rotfeder mit den charakteristischen roten Flossen

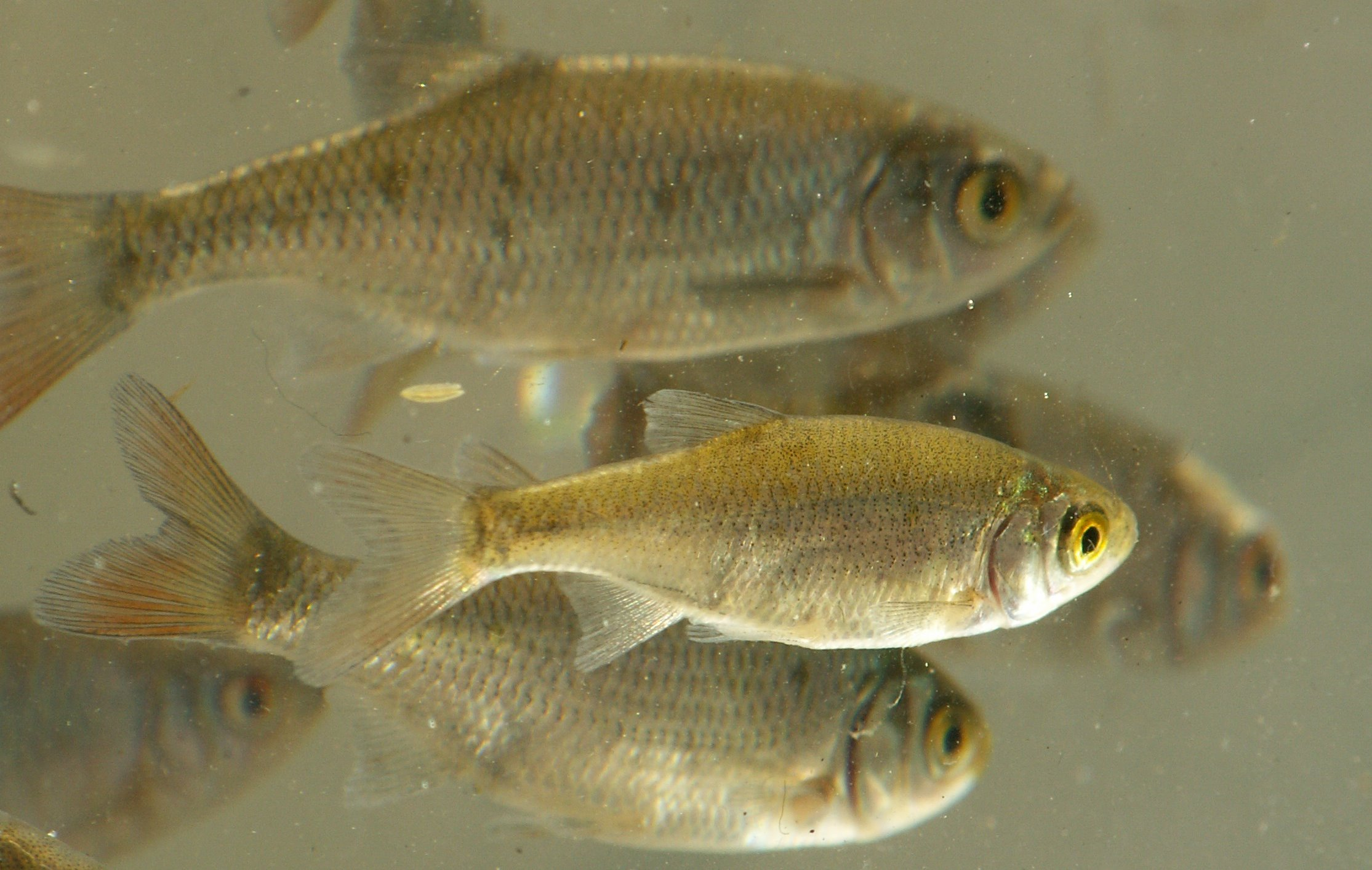
Junge Rotfedern

Die Rotfeder hat eine Größe von 20–30 cm, maximal bis 50 cm, und ein Gewicht von 250 bis 300 g. Sehr große Exemplare werden maximal 2–3 kg schwer. Rotfedern haben einen hochrückigen, seitlich abgeflachten Körper. Die Bauchkante ist zwischen Bauchflossen und After gekielt. Das Vorderende der Rückenflosse liegt deutlich hinter dem Bauchflossenansatz. Die Brustflossen haben 16–17 Strahlen, die Rückenflosse hat 10–12 und die Afterflosse 12–14 Strahlen. Die Rotfeder besitzt 40 bis 43 große Rundschuppen entlang der Seitenlinie. Rücken und Kopfoberseite sind graugrün bis braungrün gefärbt. Die Flanken sind heller und glänzen gold- bis messingfarben. Die Iris der Augen ist ebenfalls gelblich golden gefärbt. Die Bauchseite ist silberfarben. Bauchflossen, After- und Rückenflosse sind orangefarben bis blutrot, am Ansatz bräunlich bis grau (Terofal 1984).
Die Goldrotfeder oder Goldfeder ist eine rötlich-goldfarbene Zuchtvarietät der Rotfeder. Kapitale Exemplare von 2,5–3 kg sind meist Hybriden, natürliche Kreuzungen mit Rotaugen, Brassen oder Alanden.
Verbürgt ist ein 1,58 Kilogramm schweres Exemplar gefangen im Jahr 1988 im Ljungan-Fluss in Schweden. Große Rotfedern werden nicht nur in Südschweden, sondern auch in Dänemark und Irland gefangen.

## Morphologische Unterschiede zwischen Rotauge und Rotfeder
Die Rotfeder wird oft mit dem Rotauge (Rutilus rutilus) verwechselt, das zur selben Familie gehört. Die Unterscheidung ist anhand des Maules möglich: während die Rotfeder ein oberständiges Maul besitzt, ist das des Rotauges endständig. Ein weiteres Unterscheidungsmerkmal ist die Tatsache, dass die Rückenflosse hinter den Bauchflossen beginnt, im Gegensatz zum Rotauge, wo diese Flossen senkrecht übereinander liegen.
Neben diesen Hinweisen wird zur Unterscheidung zudem herangezogen, dass das Rotauge zwischen Bauch- und Afterflosse eine gerundete Bauchkante in Gegensatz zur gekielten Bauchkante der Rotfeder hat und die Augen (oft nur im Vergleich feststellbar) wirklich rot im Gegensatz zum Goldgelb der Rotfeder sind. Ein weiteres Merkmal ist die Anzahl der Schuppen in der Seitenlinie. Besitzt hier das Rotauge zwischen 39 und 48, sind dies bei der Rotfeder 40 bis 42.
Ein weiterer, recht ähnlicher Fisch ist der Aland, der jedoch deutlich kleinere Schuppen besitzt (55 bis 60) und einen gelben Augenkreis aufweist.

## Vorkommen
Die Rotfeder kommt in Europa vom Ural, Kaspischen Meer und Aralsee bis zu den Pyrenäen vor. Die nördliche Verbreitungsgrenze liegt in Finnland, die südliche am Tiber (Italien) und in Nordmazedonien. Vereinzelte Bestände kommen auch in Aserbaidschan und im Iran vor. Als Heimat und Genzentrum der Rotfeder wird der Donauraum und Zentralasien angesehen. In Neuseeland wurden in den 1960er Jahren Rotfedern eingeführt und haben sich dort zu einer Plage entwickelt, da sie in direkte Nahrungskonkurrenz mit einheimischen Fischarten traten und native Pflanzengesellschaften veränderten. Die Verbreitung der europäischen Rotfedern im Hamilton-See verwandelte das von Makrophyten dominierte Gewässer in ein von Phytoplankton dominiertes Gewässer. In Kanada und Finnland wurden ähnliche Phänomene beobachtet.

## Ökologische Ansprüche und Lebensweise

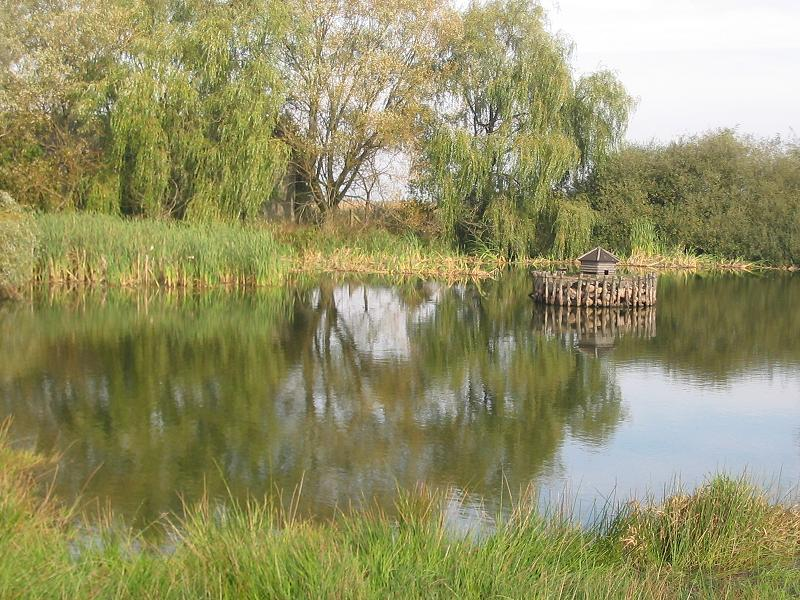
Dies könnte ein Beispiel für ein verkrautetes Habitat der Rotfedern sein.

Die Rotfeder ist ein Schwarmfisch, der sich in stehenden (Seen, Teiche, Weiher) und langsam fließenden Gewässern mit weichem schlammigem Grund aufhält. Hier besiedelt sie vorwiegend flache, weichgründige und pflanzenreiche Bereiche. Man findet sie noch in warmen Seen bis 900 m Höhe, in der Schweiz noch bis maximal 1800 Meter. Bevorzugter Lebensraum in den Sommermonaten sind stark verkrautete Gewässerabschnitte und Schilfkanten. Typische Rotfeder-Habitate findet man beispielsweise in dem stark mit Seerosen bewachsenen Unterlauf und im Delta des dänischen Gudenå.
Die adulten, d. h. die erwachsenen Rotfedern ernähren sich hauptsächlich von Algen und Wasserpflanzen (Laichkräuter, Tausendblatt, Wasserpest u. a.) und in geringerem Maße von Wirbellosen der Uferzone.
Die Verbreitung von Rotfedern ist stark an Wasserpflanzen gebunden, einerseits als Deckung, Laichsubstrat und Nahrungsgrundlage.
Ernähren sich die Rotfedern überwiegend von Wasserlinsen, dann kann ihr grünlicher Kot das Wasser eintrüben.
An der Wolga zeigen größere Rotfedern teilweise sogar ein räuberisches Verhalten und attackieren zu bestimmter Jahreszeit Kleinfische.
Da der Sauerstoffbedarf von Rotfedern relativ gering ist, sind sie in der Lage, zusammen mit Karauschen und Schleien marginale Kleingewässer zu besiedeln.
Zur Laichzeit (April – Juli) bei Wassertemperaturen um 18 °C suchen die 2 bis 3 Jahre alten Tiere schwarmweise flache, dicht bewachsene Uferstellen auf. Hier werden die klebrigen, ca. 1,5 mm großen, auffälligen rotgelben Eier (100.000 – 200.000/Weibchen) an Wasserpflanzen abgelegt. Je nach Temperatur schlüpfen die Larven nach 3–10 Tagen. Da die Rotfedern oft mit anderen Karpfenartigen zusammen ablaichen, kommt es gelegentlich zur Bastardierung mit anderen Arten.
Rotfedern sind typische Sommerfische und haben ihre Hauptaktivität an wärmeren Tagen in den Monaten Mai bis September, wo sie in Schwärmen Anflugnahrung von der Wasseroberfläche aufnehmen.
Die größte Aktivität zeigen Rotfedern in den frühen Morgenstunden und in der Abenddämmerung.
Rotfedern sind extrem schreckhaft und reagieren schon auf kleinste Störungen.
Sich annähernde Raubfische werden über die Seitenlinie aufgespürt, bei Wind und Wellenbewegung ist dieses „Frühwarnsystem“ allerdings außer Kraft gesetzt und Hechte, Zander und Welse können Rotfedernschwärme dezimieren.
Während der Wintermonate suchen die Rotfedern die tieferen Gewässerzonen auf und reduzieren ihren Stoffwechsel stark.

## Gefährdung und Schutz
Die Rotfeder wird von der Weltnaturschutzunion IUCN in der Roten Liste gefährdeter Arten geführt, aber derzeit als nicht gefährdet (Least Concern) bewertet.
Sie wird von mehreren Ländern der Bundesrepublik Deutschland zu den gefährdeten Arten gezählt.
Genetisch reine Rotfederstämme sind mittlerweile selten geworden, da die Bastardisierung mit anderen Arten recht häufig ist. Im Flusssystem des Shannon in Irland haben sich ursprüngliche Genotypen erhalten.

## Aquarienfisch
Rotfedern lassen sich bei Temperaturen von 10 bis 20 °C relativ problemlos in Kaltwasseraquarien halten. In Teichen können sie aber besser ihrem Schwimmtrieb nachkommen und größere Schwärme bilden. Dies hat sie als Besatzfisch bedeutsam gemacht, was Züchter und Fischwirte dazu gebracht hat, neue goldene Farbformen herauszuzüchten.

## Wirtschaftliche Bedeutung
Aufgrund ihres stark grätenreichen Fleisches hat die Rotfeder mit Ausnahme von Osteuropa, wo sie wie andere Weißfische zu Fischfrikadellen verarbeitet werden, kaum Bedeutung als Speisefisch. Als Angelfisch ist sie aufgrund ihres häufigen Vorkommens und relativ leichter Fangbarkeit ähnlich wie das Rotauge regional beliebt.
Einheimische Rotfedern sollen am Baldeneysee die Wasserpest, die bereits 25 % des Gewässers überwuchert, bekämpfen. Rotfedern sind in der Lage, pro Tag ca. 25 g Elodea canadensis zu verzehren. Ähnliche Maßnahmen gegen Elodea nuttallii sind im Toeppersee bei Duisburg geplant. Rotfedern zählen in Nordrhein-Westfalen zu den gefährdeten Fischarten, so dass sich durch diese Maßnahme neue Bestände in einem Großgewässer bilden können.

## Griechische Rotfeder
Eine nah verwandte Art, die Griechische Rotfeder (Scardinius graecus), kommt im südlichen Griechenland in einigen Seen (Yliki-See, Para-See) und Tieflandgewässern (Kifissos-Fluss) endemisch vor.
Vom Habitus ist sie kleiner und langgestreckter als die Rotfeder, sie erreicht meist nur ein Gewicht von 400 g bei einer maximalen Länge von 40 cm. Über ihre Lebensweise ist sehr wenig bekannt.
Die Populationen sind gegenwärtig durch Wasserverlust durch Dürre, Wasserbau, Umweltverschmutzung und Zerstörung des Lebensraumes bedroht.